# Kleinheubach
Kleinheubach est une commune de Bavière (Allemagne), située dans l'arrondissement de Miltenberg, dans le district de Basse-Franconie.
La ville fut le lieu de résidence du roi déchu Michel Ier de Portugal.